# Georg Adam Klemm
Georg Adam Klemm (* 1902; † 1985) war ein deutscher Kommunalpolitiker (CDU).
Klemm lebte im Heidelberger Stadtteil Handschuhsheim und war als Rechtsanwalt tätig. Von 1951 bis 1963 war er für die CDU Mitglied des Gemeinderats von Heidelberg. Im November 1963 wurde er vom Gemeinderat zum Ersten Bürgermeister und Stellvertreter des Oberbürgermeisters von Heidelberg gewählt. Er folgte Hermann Hagen nach und trat das Amt im Dezember 1963 an. Er amtierte bis zu seinem Eintritt in den Ruhestand 1967; ihm folgte Karl Korz nach.